# Prijs van de Vlaamse Gemeenschap voor Proza
De  Prijs van de Vlaamse Gemeenschap voor Proza is een driejaarlijkse Cultuurprijs die door de Vlaamse Gemeenschap wordt toegekend aan een schrijver die in de drie voorafgaande jaren literair werk publiceerde dat door zijn opmerkelijke kwaliteit in de aandacht kwam. De prijs bedraagt 12.500 euro.
In 1855 werd in naam van de Koninklijke Academie de eerste vijfjaarlijkse Staatsprijs voor Vlaamse Letterkunde toegekend aan Hendrik Conscience. Na de Eerste Wereldoorlog werd dit een driejaarlijkse staatsprijs.
Deze literatuurprijs is de voortzetting van de driejaarlijkse Staatsprijs voor Vlaams verhalend proza, die sinds de tweede staatshervorming van 1980 een driejaarlijkse Prijs van de Vlaamse Gemeenschap voor verhalend proza is geworden. Sinds 2003 is deze literatuurprijs een van de Vlaamse Cultuurprijzen geworden, met ingang van 2017 omgedoopt in Ultima's. De prozaprijs is niet langer driejaarlijks.

## Laureaten
Opmerking: jaartal van toekenning en uitreiking kunnen van elkaar afwijken.

### Vijfjaarlijkse Staatsprijs voor Letterkunde

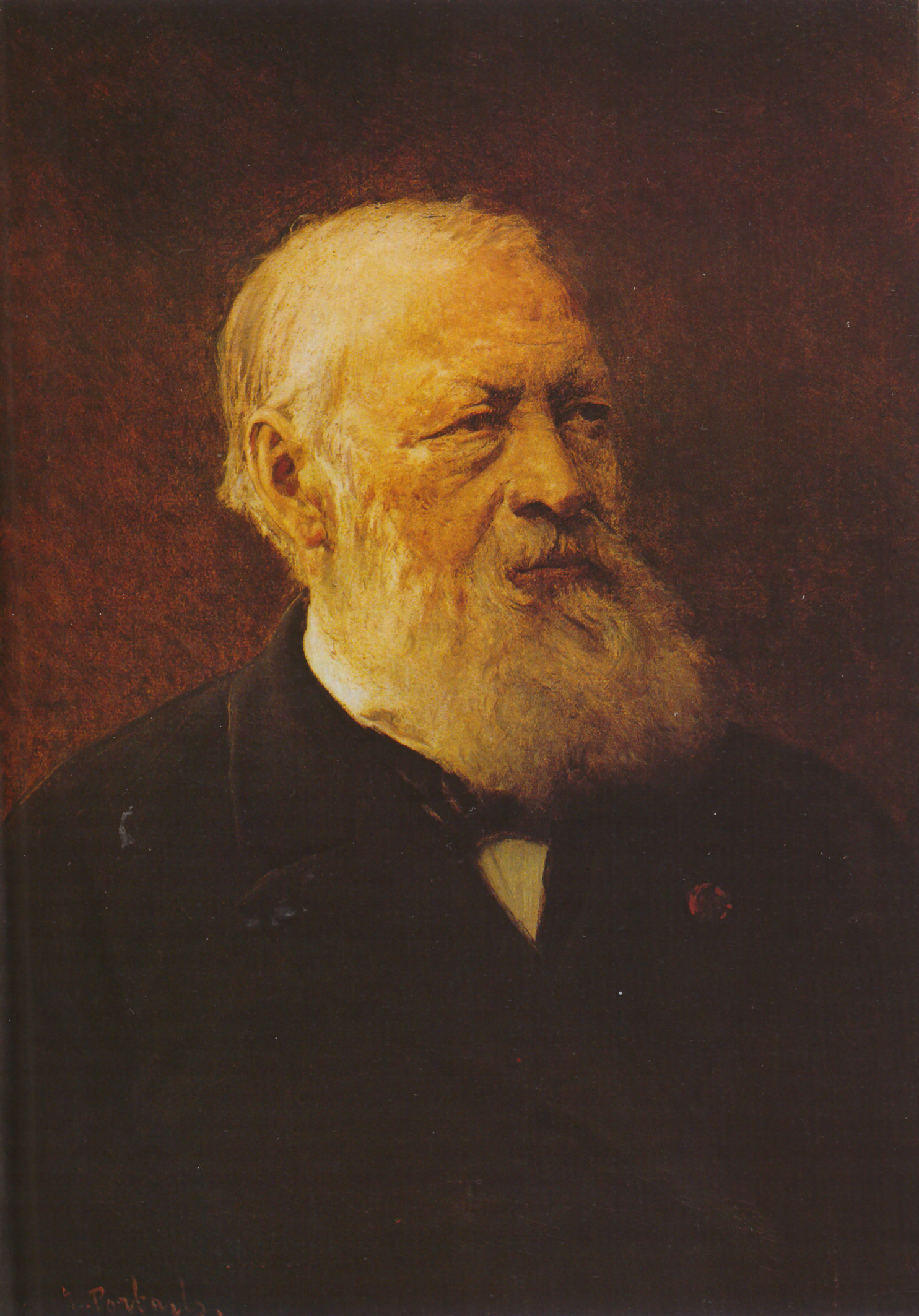
Hendrik Conscience

- 1855 – Hendrik Conscience – De Loteling
- 1860 – Prudens Van Duyse – Nazomer
- 1865 – Vrouwe Courtmans – Het geschenk van den Jager
- 1870 – Hendrik Conscience – Bavo en Lieveken
- 1875 – Anton Bergmann – Ernest Staes
- 1880 – Pol de Mont – Gedichten
- 1885 – Jan Van Beers – Rijzende Blaren
- 1890 – Hilda Ram – Gedichten
- 1895 – Virginie Loveling – novelle Een dure eed
- 1900 – Guido Gezelle – Rijmsnoer (postuum)
- 1905 – Stijn Streuvels - voor al zijn werken uit dit tijdvak
- 1910 – Stijn Streuvels – De Vlaschaard
- 1915 – Karel van de Woestijne – Interludiën. Wegens de oorlog werd de prijs pas toegekend in 1919.

### Driejaarlijkse Staatsprijs voor verhalend proza

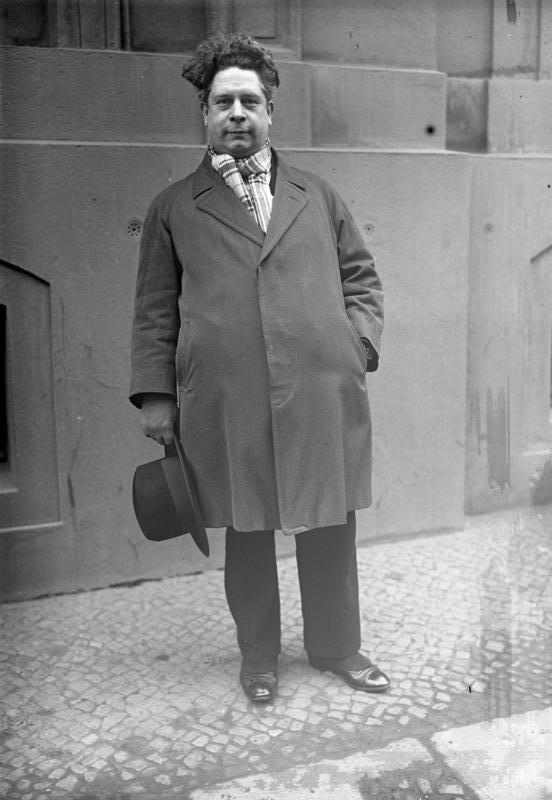
Felix Timmermans

- 1918 – Cyriel Buysse. Deze prijs voor de periode 1915-1917 werd pas toegekend in 1921.
- 1921 – Felix Timmermans – De zeer schone uren van juffrouw Symforosa, begijntjen
- 1924 – Jan van Nijlen – Het aangezicht der aarde
- 1927 – Stijn Streuvels – Het leven en den dood in den ast
- 1930 – Maurice Roelants – Komen en gaan
- 1933 – Lode Zielens – Moeder waarom leven wij?
- 1936 – Gerard Walschap – Trouwen
- 1939 – Albert Van Hoogenbemt – De stille man
- 1942 – Ernest Claes – Jeugd
- 1945 – Richard Minne – Wolfijzers en schietgeweren
- 1948 – Willem Elsschot – Het dwaallicht
- 1951 – Raymond Brulez – Het Huis te Borgen
- 1954 – Gerard Walschap – Zuster Virgilia
- 1957 – Marnix Gijsen – Er gebeurt nooit iets
- 1960 – Johan Daisne – De neusvleugel der muze
- 1963 – Hubert Lampo – De komst van Joachim Stiller
- 1966 – Piet van Aken – De slapende honden
- 1969 – Jef Geeraerts – Gangreen 1: Black Venus
- 1972 – Louis Paul Boon – Pieter Daens
- 1975 – Hugo Raes – Het smáran
- 1978 – Ivo Michiels – Een tuin tussen hond en wolf

### Prijs van de Vlaamse Gemeenschap
- 1981 – Paul de Wispelaere – Tussen tuin en wereld
- 1984 – Hugo Claus – Het verdriet van België
- 1987 – Monika van Paemel – De vermaledijde vaders
- 1990 – Kristien Hemmerechts – romans Een zuil van zout, Brede heupen en Zonder grenzen
- 1993 – Walter van den Broeck – cyclus Het beleg van Laken
- 1996 – Leo Pleysier – De Gele Rivier is bevrozen
- 1999 – Lieve Joris – Mali Blues
- 2002 – Peter Verhelst – Tongkat
- 2005 – Paul Verhaeghen – Omega Minor
- 2008 – Anne Provoost – In de zon kijken
- 2012 – Stefan Hertmans – Oorlog en terpentijn
- 2016 – Jeroen Olyslaegers – Wil
- 2019 – Peter Verhelst – Voor het vergeten
- 2022 - Annelies Verbeke - voor haar oeuvre